# Marina Hands
Pour les articles homonymes, voir Hands.
Marina Hands est une actrice française, née le 10 janvier 1975 à Paris 16e.

## Biographie
Andrea Hands dite « Marina » est la fille de l'actrice française Ludmila Mikaël et du metteur en scène britannique Terry Hands qui fut longtemps à la tête de la Royal Shakespeare Company.
Passionnée d'équitation dès le plus jeune âge et jeune cavalière internationale de sauts d'obstacles dans les années 1990, Marina Hands vivra toujours comme un échec le fait de n'avoir pu en faire sa profession.
Elle se tourne vers la comédie et entre au cours Florent en 1995,, avant de poursuivre sa formation au Conservatoire national supérieur d'art dramatique (1996-1999) dans la classe de Muriel Mayette, puis à la London Academy of Music and Dramatic Art (1997-1998) avec John Link et Collin Cook.
Au théâtre, elle joue dans Le Bel Air de Londres – qui lui vaut une nomination au Molière de la révélation théâtrale de l'année en 1999 –, Cyrano de Bergerac sous la direction de Jacques Weber, ou Phèdre mis en scène par Patrice Chéreau.
À la télévision, elle obtient deux prix d'interprétation pour sa prestation dans Un pique-nique chez Osiris en 2000. Sur grand écran, elle est dirigée par Andrzej Żuławski dans La Fidélité et par Denys Arcand dans Les Invasions barbares, puis apparaît en 2006 dans Ne le dis à personne de Guillaume Canet, Lady Chatterley de Pascale Ferran (pour lequel elle reçoit le César de la meilleure actrice) puis Le Scaphandre et le Papillon.
Cette même année, le 1er janvier, la Comédie-Française l'accueille comme pensionnaire et lui offre le rôle de la princesse dans Tête d'or de Paul Claudel. Claudel, auteur qu'elle retrouve ensuite avec le rôle d'Ysé du Partage de midi, qui lui vaut une nomination aux Molières 2008. Elle quitte par la suite la Comédie-Française.
Elle est récompensée par le prix de la meilleure actrice romantique pour Ensemble, nous allons vivre une très, très grande histoire d'amour... de Pascal Thomas au festival de Cabourg en 2010.
En 2011, elle apparaît dans le clip de L'Été summer, chanson extraite de l'album Bichon de Julien Doré avec qui elle a été en couple jusqu'en 2012.
En 2014, elle devient ambassadrice de l'association JustWorld International.
Marina Hands est réengagée en tant que pensionnaire dans la troupe de la Comédie-Française depuis le 14 avril 2020, ; le 1er janvier 2024, elle en devient la 542e sociétaire.

## Filmographie

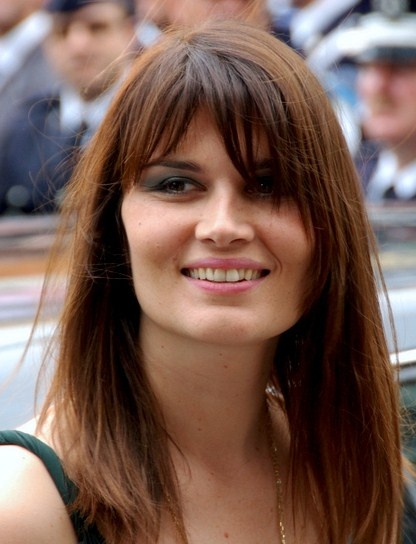
Marina Hands au Festival de Cannes 2008.

### Cinéma

#### Longs métrages
- 1999 : La Fidélité d'Andrzej Żuławski : Julia
- 2002 : Sur le bout des doigts d'Yves Angelo : Juliette
- 2003 : Les Invasions barbares de Denys Arcand : Gaëlle
- 2004 : Le Temps d'un regard d'Ilan Flammer : Natalya
- 2005 : Les Âmes grises d'Yves Angelo : Lysia Verhareine
- 2006 : Ne le dis à personne de Guillaume Canet : Anne Beck
- 2006 : Lady Chatterley de Pascale Ferran : Constance Chatterley
- 2006 : Le Scaphandre et le Papillon de Julian Schnabel : Joséphine
- 2009 : Story of Jen de François Rotger : Sarah
- 2009 : Le code a changé de Danièle Thompson : Juliette
- 2009 : Mères et Filles de Julie Lopes-Curval : Audrey
- 2010 : Une exécution ordinaire de Marc Dugain : Anna
- 2010 : Ensemble, nous allons vivre une très, très grande histoire d'amour... de Pascal Thomas : Dorothée Duchamp
- 2011 : Voyez comme ils dansent de Claude Miller : Lise
- 2012 : Sport de filles de Patricia Mazuy : Gracieuse
- 2013 : Jappeloup de Christian Duguay : Nadia
- 2014 : Sous les jupes des filles d'Audrey Dana : Inès
- 2014 : GHB de Laetitia Masson : Gil / Henrietta / Fleur
- 2014 : Les Jours venus de Romain Goupil : Marie
- 2015 : Chic ! de Jérôme Cornuau : Hélène Birk
- 2018 : Guy d'Alex Lutz : La chanteuse (Passionnément)
- 2020 : Un triomphe d'Emmanuel Courcol : Ariane
- 2022 : Hommes au bord de la crise de nerfs d'Audrey Dana : Omega
- 2023 : Le Principal de Chad Chenouga : Noémie
- 2023 : Cinq Hectares d'Émilie Deleuze : Léonor

#### Courts métrages
- 1996 : Sans regrets de Guillaume Canet
- 2003 : À la fenêtre de Marianne Østengen : La fille
- 2004 : Mon homme de Stéphanie Tchou-Cotta : Marie

### Télévision

#### Séries télévisées
- 2017 : Taboo : Comtesse Musgrove
- 2019 : Zone Blanche : Delphine Garnier
- 2019 : Capitaine Marleau : Lucie Pavilla
- 2019 - 2021: Mytho: Elvira Lambert
- 2022 : Hors saison : Sterenn Peiry

#### Téléfilms
- 2001 : Un Pique-nique chez Osiris de Nina Companeez : Héloïse Ancelin
- 2012 : Pour Djamila de Caroline Huppert : Gisèle Halimi

### Clip
- 2011 : L'Été summer de Julien Doré

## Théâtre
- 1996 : Gertrud de Hjalmar Söderberg, mise en scène Gérard Desarthe, Théâtre Hébertot

- 1998 :
  - Légendes de la forêt viennoise d'Ödön von Horváth, mise en scène John Bashford
  - Le Marchand de Venise de William Shakespeare, mise en scène Penny Cherns, Londres
  - Les Géants de la montagne de Luigi Pirandello, mise en scène Klaus Michael Grüber
  - Mademoiselle Else d’Arthur Schnitzler, mise en scène Didier Long
  - Le Bel Air de Londres de Dion Boucicault, mise en scène Adrian Brine, Théâtre de la Porte-Saint-Martin

- 2001 : Cyrano de Bergerac d'Edmond Rostand, mise en scène Jacques Weber
- 2003 : Phèdre de Racine, mise en scène Patrice Chéreau, Théâtre de l'Odéon - Ateliers Berthier
- 2004 : Richard II de William Shakespeare, mise en scène Thierry de Peretti, Théâtre de la Ville

- 2009 :
  - Marie Stuart de Schiller, mise en scène Terry Hands, Theatr Clwyd
  - Partage de midi de Paul Claudel, mise en scène Yves Beaunesne, Théâtre Marigny

- 2013 :
  - Lucrèce Borgia de Victor Hugo, mise en scène Lucie Berelowitsch, tournée puis Théâtre de l'Athénée
  - Iphigénie en Tauride de Goethe, direction artistique de Clément Hervieu-Léger, Auditorium du Musée du Louvre

- 2015 : Ivanov de Anton Tchekhov, mise en scène Luc Bondy, Théâtre de l'Odéon
- 2017 : Actrice de Pascal Rambert, mise en scène de l'auteur, Théâtre des Bouffes du Nord - Paris

- 2018 :
  - Actrice de Pascal Rambert, mise en scène de l'auteur, théâtre des Célestins, tournée
  - Sœurs de Pascal Rambert, mise en scène de l'auteur, première Annecy 6 novembre 2018 et tournée

À la Comédie-Française (pensionnaire 2006-2007 puis à partir de 2020) :
- 2006 : Tête d'or de Paul Claudel, mise en scène Anne Delbée, Théâtre du Vieux-Colombier

- 2007 :
  - Partage de midi de Paul Claudel, mise en scène Yves Beaunesne
  - Le Misanthrope de Molière, mise en scène Lukas Hemleb

- 2021 : Mais quelle Comédie ![9] : conception et mise en scène : Serge Bagdassarian et Marina Hands
- 2022 :
  - Le Tartuffe ou l'Hypocrite de Molière, mise en scène Ivo van Hove, salle Richelieu
  - Le Malade imaginaire de Molière, mise en scène Claude Stratz, salle Richelieu
  - Le Roi Lear de William Shakespeare, mise en scène Thomas Ostermeier, salle Richelieu
- 2023 : 
  - La mort de Danton de Georg Büchner, mise en scène Simon Delétang, Salle Richelieu[10]
  - Médée d'Euripide, mise en scène Lisaboa Houbrechts, Salle Richelieu
- 2024 :
  - Le Silence, d’après l’œuvre d’Antonioni, mise en scène Lorraine de Sagazan, Théâtre du Vieux-Colombier
  - Contre de Constance Meyer, Agathe Peyrard et Sébastien Pouderoux, mise en scène Constance Meyer et Sébastien Pouderoux, Théâtre du Vieux-Colombier
  - Le Soulier de satin de Paul Claudel, mise en scène Éric Ruf, Salle Richelieu
- 2025 : Une mouette d'après Anton Tchekhov, mise en scène Elsa Granat, Salle Richelieu

## Distinctions

### Récompenses
- Festival TV de Luchon et Festival de télévision de Monte-Carlo 2000 : prix d'interprétation pour Un Pique-nique chez Osiris
- César 2007 : César de la meilleure actrice pour Lady Chatterley
- Festival du film de TriBeCa de New York 2007 : prix d'interprétation pour Lady Chatterley
- Lumières 2007 : Lumière de la meilleure actrice pour Lady Chatterley
- Festival du film de Cabourg 2010 : meilleure actrice romantique pour Ensemble, nous allons vivre une très, très grande histoire d'amour...
- Molières 2018 : Molière de la comédienne dans un spectacle de théâtre public pour Actrice
- Brigadier 2019 : meilleure comédienne pour Sœurs (Marina & Audrey)
- Festival Séries Mania 2019 : meilleure actrice pour Mytho
- Molières 2025 : Molière de la comédienne|Molière de la comédienne dans un spectacle de théâtre public pour Le Soulier de satin

### Nominations
- Molières 1999 : Molière de la révélation théâtrale pour Le Bel Air de Londres
- Molières 2003 : Molière de la comédienne dans un second rôle et Molière de la révélation théâtrale pour Phèdre
- César 2007 : Meilleur espoir féminin pour Lady Chatterley
- Molières 2008 : Molière de la comédienne pour Partage de midi
- Molières 2023 : Molière de la comédienne dans un second rôle pour Le Roi Lear
- Molières 2024 : Molière de la comédienne dans un spectacle de théâtre public pour Le Silence
- Molières 2025 : Molière du metteur en scène d'un spectacle de théâtre public pour Six Personnages en quête d'auteur

### Décorations
- Chevalière de la Légion d'honneur (31 décembre 2019). Marina Hands est nommée au titre de « comédienne ; 23 ans de services »[1].
- Commandeure de l'ordre des Arts et des Lettres (15 avril 2022). Marina Hands est promue au grade de commandeur de l'ordre des Arts et des Lettres[11].